# Jukka Leino
Jukka Pekka Leino (Heinävesi, 10 giugno 1978) è un allenatore di sci alpino ed ex sciatore alpino finlandese specialista delle prove tecniche.

## Biografia

### Carriera sciistica

#### Stagioni 1995-2007
Attivo in gare FIS dal gennaio del 1995, Leino esordì in Coppa Europa il 18 marzo 2000 a Kappl in slalom gigante (36º) e in Coppa del Mondo il 10 dicembre dello stesso anno a Val-d'Isère nella medesima specialità, senza qualificarsi per la seconda manche; per ottenere i primi punti nel circuito dovette aspettare due stagioni, fino al 19 gennaio 2003 quando, nello slalom speciale di Wengen, si piazzò 23º. Poco dopo debuttò ai Campionati mondiali: nella rassegna iridata di Sankt Moritz 2003 si classificò 27º nello slalom speciale e non completò lo slalom gigante.
Il 2 dicembre 2003 ottenne a Åre in slalom speciale il suo primo podio in Coppa Europa (3º) e il 18 gennaio 2004 colse a Wengen nella medesima specialità il miglior risultato della sua carriera in Coppa del Mondo (11º). Ai Mondiali di Bormio/Santa Caterina Valfurva 2005 si classificò 29º nello slalom speciale, mentre nella successiva rassegna iridata di Åre 2007 non completò lo slalom speciale.

#### Stagioni 2008-2012
Il 4 e il 5 dicembre 2007 ottenne a Geilo in slalom gigante le sue uniche due vittorie in Coppa Europa (3º); in quella stagione 2007-2008 si aggiudicò la classifica di slalom gigante di Coppa Europa, chiudendo al 5º posto nella classifica generale. Ai Mondiali di Val-d'Isère 2009, sua ultima presenza iridata, si classificò 17º nello slalom gigante e non completò lo slalom speciale; il 13 marzo 2009 ottenne a Crans-Montana in slalom gigante il suo ultimo podio in Coppa Europa (2º).
Nell'aprile del 2010 annunciò il proprio ritiro dalle competizioni agonistiche, dopo aver in totale disputate 88 gare in Coppa del Mondo (l'ultima fu lo slalom speciale di Kranjska Gora del 31 gennaio, non completato da Leino) e 98 in Coppa Europa. Continuò tuttavia a prendere parte a competizioni minori (gare FIS, Campionati nazionali) in Svezia e in Finlandia fino al definitivo ritiro avvenuto in occasione dello slalom gigante dei Campionati finlandesi 2012, disputato il 13 aprile a Levi e chiuso da Leino al 16º posto.

### Carriera da allenatore
Dopo il ritiro è divenuto allenatore nei quadri della Federazione sciistica della Finlandia.

## Palmarès

### Coppa del Mondo
- Miglior piazzamento in classifica generale: 89º nel 2004

### Coppa Europa
- Miglior piazzamento in classifica generale: 5º nel 2008
- Vincitore della classifica di slalom gigante nel 2008
- 10 podi:
  - 2 vittorie
  - 4 secondi posti
  - 4 terzi posti

#### Coppa Europa - vittorie
| Data            | Località | Paese    | Specialità |
| --------------- | -------- | -------- | ---------- |
| 4 dicembre 2007 | Geilo    | Norvegia | GS         |
| 5 dicembre 2007 | Geilo    | Norvegia | GS         |

Legenda:

GS = slalom gigante

### Campionati finlandesi
- 13 medaglie[2]:
  - 6 ori (slalom speciale nel 2004; slalom speciale nel 2006; supergigante, supercombinata, slalom speciale nel 2009; slalom gigante nel 2010)
  - 5 argenti (slalom speciale nel 2005; slalom speciale nel 2008; slalom gigante nel 2009; slalom speciale nel 2010; slalom gigante nel 2011)
  - 2 bronzi (slalom speciale nel 2000; slalom speciale nel 2003)